# Чезио
Чезио (итал. Cesio) — коммуна в Италии, располагается в регионе Лигурия, в провинции Империя.
Население составляет 289 человек (2008 г.), плотность населения составляет 32 чел./км². Занимает площадь 9 км². Почтовый индекс — 18020. Телефонный код — 0183.
Покровительницей коммуны почитается святая Лукия Сиракузская, празднование 13 декабря.

## Демография
Динамика населения:

## Администрация коммуны
- Официальный сайт: